# Fruitland Park
Fruitland Park è una città degli Stati Uniti d'America situata in Florida, nella Contea di Lake.